# Емих XIII (Лайнинген-Дагсбург)
Емих XIII фон Лайнинген-Дагсбург-Фалкенбург-Хайдесхайм (на немски: Emich XIII von Leiningen-Dagsburg-Falkenburg-Heidesheim; * 12 юни 1612, Хайдесхайм ам Рейн; † 1 март 1657, Шпайер) е граф на Лайнинген-Дагсбург-Фалкенбург-Хайдесхайм.

## Произход
Той е син на граф Йохан Лудвиг фон Лайнинген-Дагсбург-Фалкенбург (1579 – 1625) и съпругата му Мария Барбара фон Зулц (1588 – 1625), дъщеря на граф Карл Лудвиг фон Зулц (1560 – 1616) и Доротея Катарина фон Сайн (1562 – 1625). По баща е внук на граф Емих XI фон Лайнинген-Дагсбург-Фалкенбург (1540 – 1593) и фрайин Урсула фон Флекенщайн (1553 – 1595).

## Фамилия
Първи брак: на 24 май 1632 г. в Лаубах с графиня Христиана фон Золмс-Лаубах (* 23 септември 1607, Лаубах; † 29 ноември 1638, Хайдесхайм), дъщеря на граф Алберт Ото I фон Золмс-Лаубах (1576 – 1610) и ландграфиня Анна фон Хесен-Дармщат (1583 – 1631). Те имат децата:
- Фридрих Емих (* 7 август 1634; † 1636))
- Георг Вилхелм (* 8 март 1636; † 18/19 юли 1672), граф на Лайнинген-Дагсбург-Фалкенбург, женен на 26 март 1658 г. за графиня Анна Елизабет фон Даун-Фалкенщайн (1636 – 1685)

Втори брак: на 24 ноември 1641 г. във Фалкенщайн с графиня Доротея фон Валдек-Вилдунген (* 25 февруари 1617, Вилдунген; † пр. 1669), дъщеря на граф Кристиан фон Валдек-Вилдунген (1585 – 1637) и графиня Елизабет фон Насау-Зиген (1584 – 1661). Те имат децата:
- Емих Кристиан (* 29 март 1642; † 27 април 1702), граф на Лайнинген-Дагсбург-Фалкенбург, женен на 17 юли 1664 г. за Кристина Луиза фон Даун-Фалкенщайн-Лимбург (1640 – 1702)
- Йохан Лудвиг (* 26 февруари 1643; † 2 март 1687), граф на Лайнинген-Дагсбург-Фалкенбург в Гунтерсблум, женен I. на 22 август 1664 г. за графиня Амалия Сибилия фон Фалкенщайн (* 1639), II. 1678 г. за графиня София Сибила фон Лайнинген-Вестербург-Оберброн (1656 – 1724), която се омъжва на 15 ноември 1691 г. за ландграф Фридрих II фон Хесен-Хомбург (1633 – 1708)
- Беатрикс Елизабет (* 7 май 1644; † 4 септември 1644)
- Дитрих (* 20 май 1647; † 1651)
- Анна Елеонора (* 22 май 1650; † 26 октомври 1661)
- Юлиана Александрина фон Лайнинген-Даксбург-Фалкенбург-Хайдесхайм (* 21 август 1651; † 19 април 1703), омъжена I. на 21 юли 1667 г. за ландграф Георг III фон Хесен-Итер (1632 – 1676); II. на 4 юни 1678 г. за ландграф Карл фон Хесен-Ванфрид (1649 – 1711)
- Йохана Поликсена фон Лайнинген-Даксбург-Фалкенбург (* 25 март 1655; † 11 септември 1711), омъжена на 21 септември 1679 г. за пруския майор-генерал шенк Георг Еберхард фон Лимпург-Шпекфелд (1643 – 1705), син на шенк Георг Фридрих фон Лимпург (1596 – 1651) и Магдалена Елизабет фон Ханау-Мюнценберг (1611 – 1687)